# کانتر استرایک ۲
کانتر استرایک ۲ (انگلیسی: Counter-Strike 2) بازی تیراندازی اول شخص تاکتیکی چندنفره محصول ۲۰۲۳ است که به‌وسیلهٔ ولو توسعه یافته و منتشر شده‌است. این بازی پنجمین قسمت اصلی در مجموعهٔ کانتر استرایک به‌شمار می‌رود. این بازی به‌عنوان نسخهٔ بروزشدهٔ مدخل اصلی قبلی، یعنی کانتر-استرایک: گلوبال آفنسیو (۲۰۱۲)، توسعه یافت و خبر انتشار آن در ۲۲ مارس ۲۰۲۳ اعلام شد. کانتر استرایک ۲ در ۲۷ سپتامبر ۲۰۲۳ منتشر شد و جایگزین گلوبال آفنسیو در استیم گردید.
این بازی مانند نسخهٔ قبلی، دو تیم — تروریست‌ها و ضد تروریست‌ها — را در حالت‌های مختلف بازی در مقابل یکدیگر قرار می‌دهد که اکثر این حالت‌ها مبتنی بر هدفی هستند. کانتر استرایک ۲ شاهد پیشرفت‌های فنی عمده‌ای نسبت به گلوبال آفنسیو است که شامل تغییر موتور بازی بازی از سورس به سورس ۲، گرافیک بهبودیافته و ساختار سرور جدید می‌شوند. علاوه بر این، بسیاری از نقشه‌های گلوبال آفنسیو برای به‌کارگیری از ویژگی‌های سورس ۲ به‌روزرسانی شدند و به برخی از نقشه‌ها تعمیرات عمدهٔ کاملی داده شده‌است.

## بازخورد

### بازخورد منتقدان
| گردآورنده | امتیاز |
| --------- | ------ |
| متاکریتیک | ۸۰/۱۰۰ |

در وبگاه جمع‌آوری نقد متاکریتیک، کانتر استرایک ۲ بر اساس نظر ۹ منتقد، نظرات «عموماً مطلبوبی» را از سوی منتقدان دریافت کرده‌است.

### بازخورد بازیکنان
واکنش‌های اولیه بازیکنان دربارهٔ حذف کامل گلوبال آفنسیو از استیم بسیار انتقادی بود، که منجر به ناتوانی بازیکنان در دسترسی به حالت‌های مفقود در کانتر استرایک ۲ مانند Arms Race شد. همچنین علی‌رغم پشتیبانی گلوبال آفنسیو از پلتفرم مک، کاربران مک از اجرای این بازی منع شدند. با توجه به محتوای حذف‌شده، این بازی مدت کوتاهی پس از انتشار صدها نقد منفی در استیم گرفت. اکثر این نقدها به‌وسیلهٔ دو میلیون نقدی که قبلاً به گلوبال آفنسیو (که اکثریت آن‌ها مثبت بودند) داده شده بود، پنهان شدند.

## عدم پشتیبانی بازی از سیستم‌های ۳۲ بیتی
ولو طی اطلاعیه‌ای اعلام کرد کانتر استرایک ۲ از سیستم‌های ۳۲ بیتی و مک پشتیبانی نخواهد کرد. این شرکت دلیل این کار را استفاده از تکنولوژی‌های روز برای تولید محصول خود اعلام کرده است.